# Autopista Nacional 1 (India)
La Autopista Nacional 1 o (NH 1) es una carretera nacional en el norte de la India que une la capital Nueva Delhi a la ciudad de Attari en Panyab, cerca de la frontera entre India y Pakistán. Esta era una parte de la antigua ruta de la Grand Trunk Road, construida por Sher Shah Suri, que iba desde Lahore a Bengala, que se basó en anteriores caminos que existían desde tiempos inmemoriales. La autoridad de la India divide a la autopista en dos partes, al norte de Delhi, llamado NH 1 y al sur de ella, llamado NH 2. La carretera es mantenida por la Autoridad Nacional de Carreteras de la India. Esta es una de las carreteras más antiguas de la India.
El día de hoy, la NH1 pasa a través de Amritsar, Jalandhar, Ludhiana, Rajpura, Ambala, Kurukshetra, Karnal, Panipat, Sonipat y Delhi. Se recorre una distancia de 456 km. El autobús Delhi-Lahore realiza su servicio por esta autopista.

## Rutas de la NH1
La NH1 cuenta actualmente con un 4 rutas diferentes designadas como 1A, 1B, 1C y 1D. A excepción de 1A, todas estas rutas son totalmente dentro del estado de Estado de Jammu y Cachemira. Estos espolones son de importancia estratégica, ya que conectan las ciudades y pueblos remotos del Himalaya con el resto de la India.
- NH 1A: Jalandhar - Madhopur - Jammu - Banihal - Srinagar - Baramula - Uri
- 1B NH: Batote - Doda - Kistwar - Symthan - Khanabal
- NH 1C: Domel - Katra